# 香港漁業
香港漁業早於香港開埠之前便已出現，到現時在香港的本地產業中仍然有一定的重要性。捕捉魚類及水產業均為香港提供一個穩定的活魚供應。香港的漁業由捕撈、海魚養殖及塘魚養殖組成，2005年捕撈漁業及海魚養殖業的產量約佔香港海鮮食用量的26%，而塘魚養殖業的產量約佔淡水魚食用量的6%。

## 歷史
香港早在石器時代已經有捕魚活動。在香港的沿海地帶，考古學家發掘時找到了大量簡單及先秦時期的手製捕魚工具，並在一些島嶼上發現祈福的石刻。由此可知，香港早就已經是發展十分蓬勃的漁港。

## 漁港
香港不少地方是漁船聚集之處。昔日的「香港八大漁港」，分別是香港仔、筲箕灣、大澳、長洲、青山灣、大埔、沙頭角及西貢市，甚至維多利亞港的前身也一個漁港

## 捕撈漁業
在2011年香港約有4,000艘漁船，漁民人口約8,500人。香港的漁船主要在南海的大陸架附近水域作業，捕魚方法主要有拖網、延繩釣、手釣、刺網及圍網，捕撈漁業的生產量估計達170,720公噸，價值達24億港元。
各類拖網是主要的捕魚方法，魚產量最高的捕撈方式是需要兩艘漁船共同操作，拖曳一張裝有網袖的袋型網在海床上捕捉底棲魚類的「雙拖」，作業範圍可達150米水深的遠洋海域，主要在香港以西水域作業；只需一艘漁船拖動漁網的「單拖」利用兩條繫於船尾的拖纜，拖動一張貼近海床的網，有效地在水深80米以下的漁場作業；「蝦拖」的特色是舷外兩旁的叉架，操作時將13至18個網從舷外兩旁的叉架垂下海中拖行；「摻繒」是在船舷兩旁的特設木架上懸掛長網袋，將木架和網伸入水中，捕捉在近水面層棲息的魚類。
香港的漁船大多數由家庭成員操作，另僱用漁工協助。為紓緩捕魚業人手短缺的問題，漁農自然護理署與入境事務處合作於1995年起實施「內地過港漁工計劃」，最多不超過7,200名內地漁工可獲准隨漁船進入香港協助船主在魚類批發市場卸下漁穫。
2013年6月起漁護署停止發出漁船登記證（俗稱捕魚證），又缺乏年輕人新血入行，漁業已有式微現象。

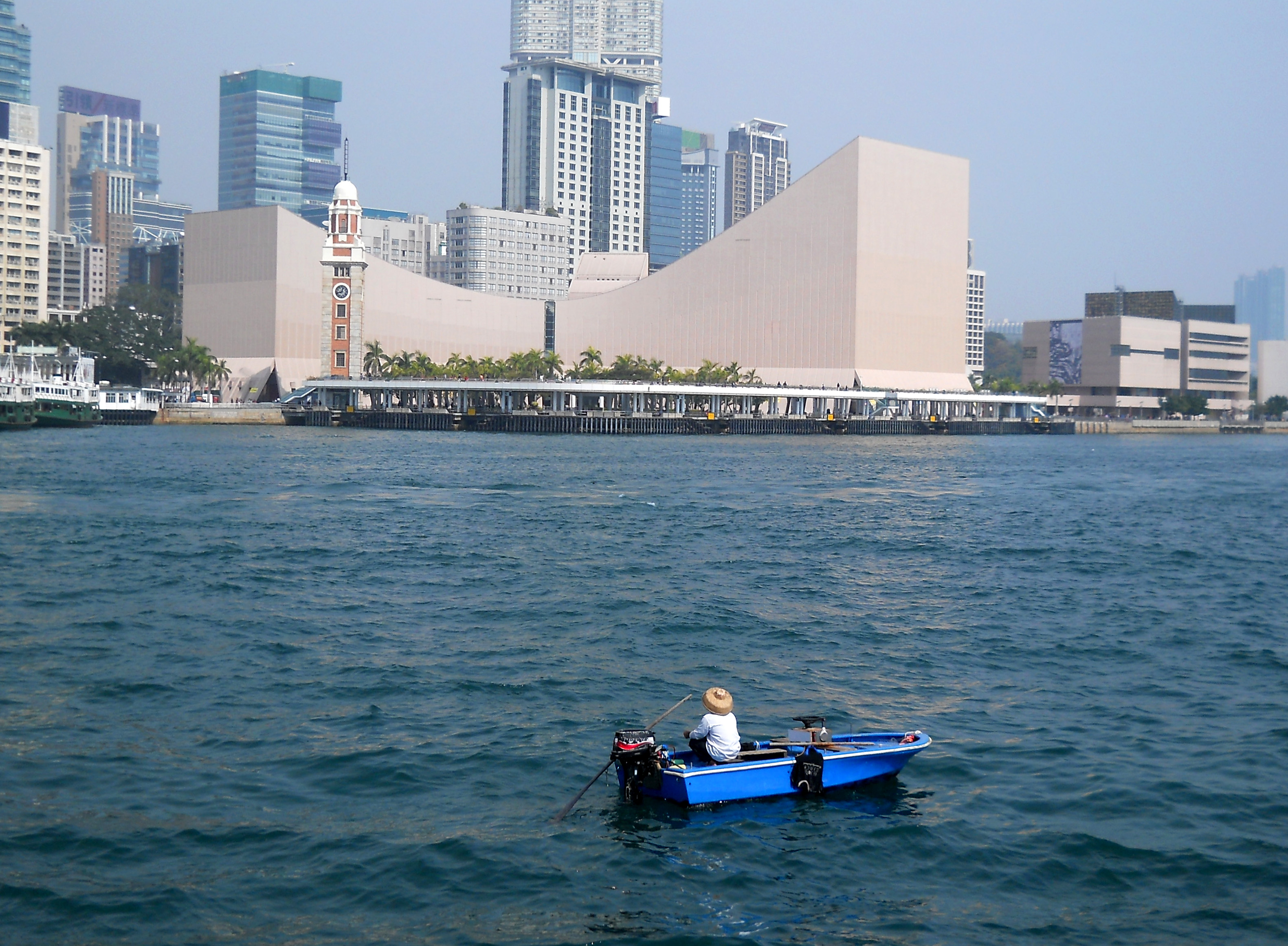
在維多利亞港內進行手釣的漁夫
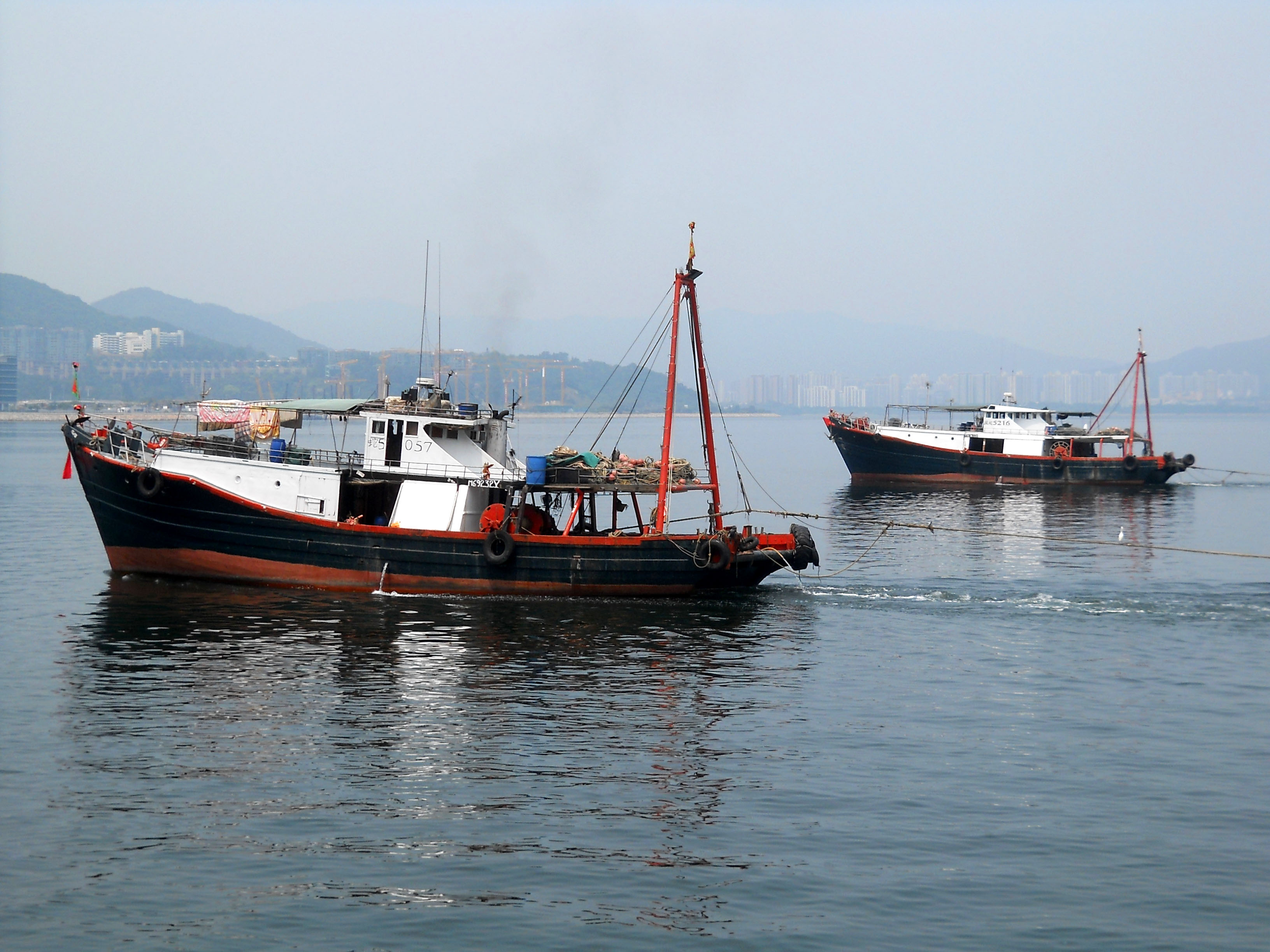
在吐露港出海捕魚的雙拖

## 水產養殖業

### 海魚養殖業

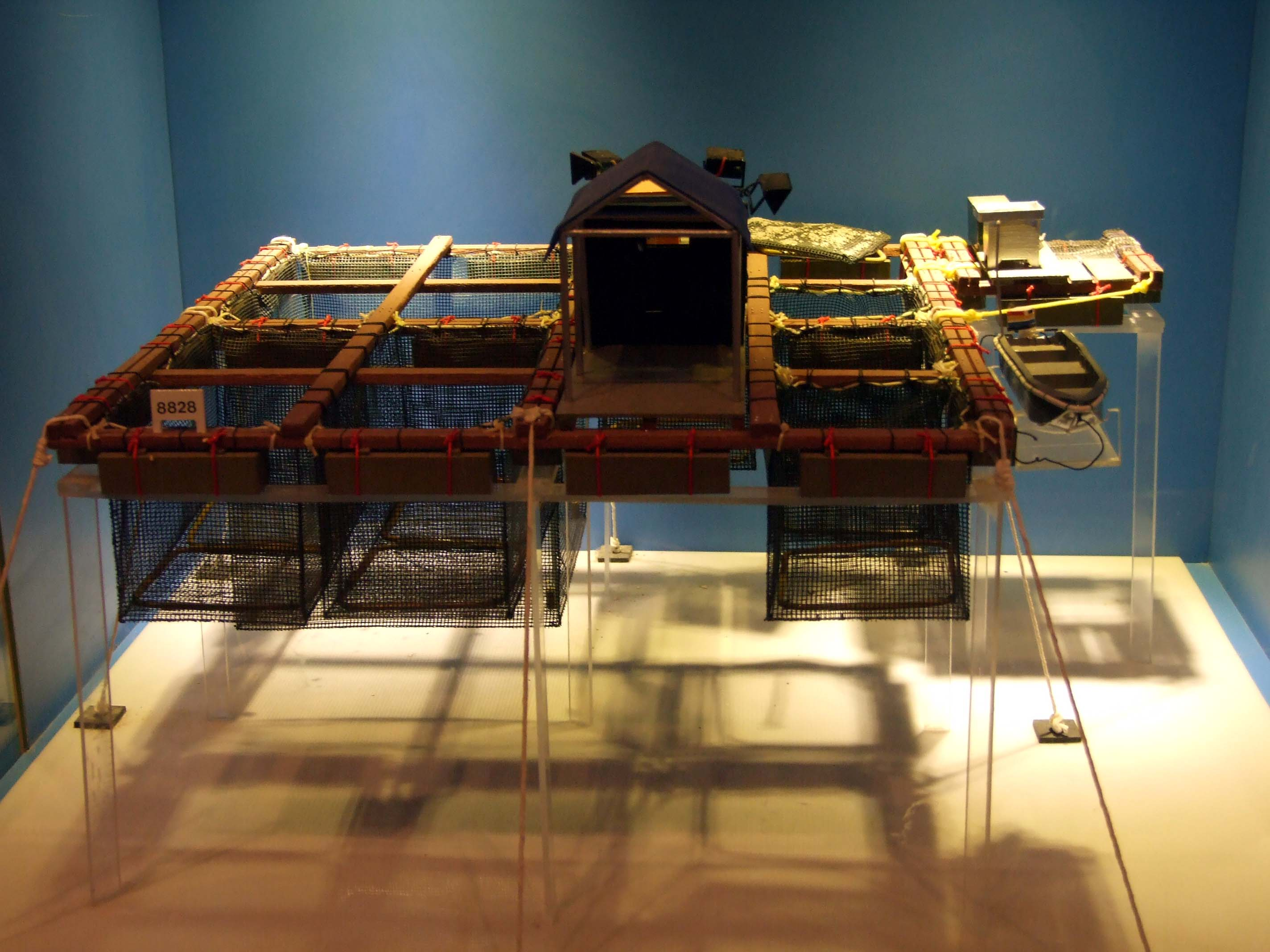
魚類養殖區的魚排模型

海魚養殖業在沿岸水域進行以浮排懸掛的網箱養殖海魚。香港政府自1987年起實施停止簽發新海魚養殖牌照的政策，以減低海魚養殖對海洋環境可能造成的影響，在2011年有26個養魚區，面積共209公頃，持牌的海魚養殖者由1987年的1,854個名逐步減少至2011年的約1,015名，產量估計達1,185公噸，價值約9,400萬港元，約佔本地活海魚食用量的8%。漁護署於2002年在榕樹凹和滘西養魚區用作休閒垂釣活動的試點，由於計劃受到公眾和所參與的海水養魚戶歡迎，漁護署將計劃拓展到其他養魚區，現時有11個魚類養殖區內設有獲准進行休閒垂釣的魚排。 
海魚養殖通常在不當風的沿岸地區進行，以懸於浮排的網箱自魚苗或幼魚養殖海魚至可供售賣之體積 。魚苗主要來自內地、台灣、泰國、菲律賓或印尼，普遍養殖的品種包括青斑、芝麻斑、龍躉、火點、紅鮪、金絲鱲、石蚌和星鱸。
魚類養殖區；

| 01. 沙頭角 02. 鴨洲 03. 吉澳 04. 澳背塘 05. 西流江 06. 往灣 07. 塔門 08. 高流灣 09. 深灣* | 10. 老虎笏 11. 榕樹凹* 12. 糧船灣 13. 吊杉灣 14. 大頭洲* 15. 雞籠灣* 16. 滘西* 17. 麻南笏* 18. 布袋澳* | 19. 蒲台 20. 索罟灣* 21. 蘆荻灣 22. 馬灣 23. 鹽田仔* 24. 長沙灣 25. 鹽田仔（東部）* 26. 東龍洲* |

(*) 魚類養殖區內設有休閒垂釣的魚排。

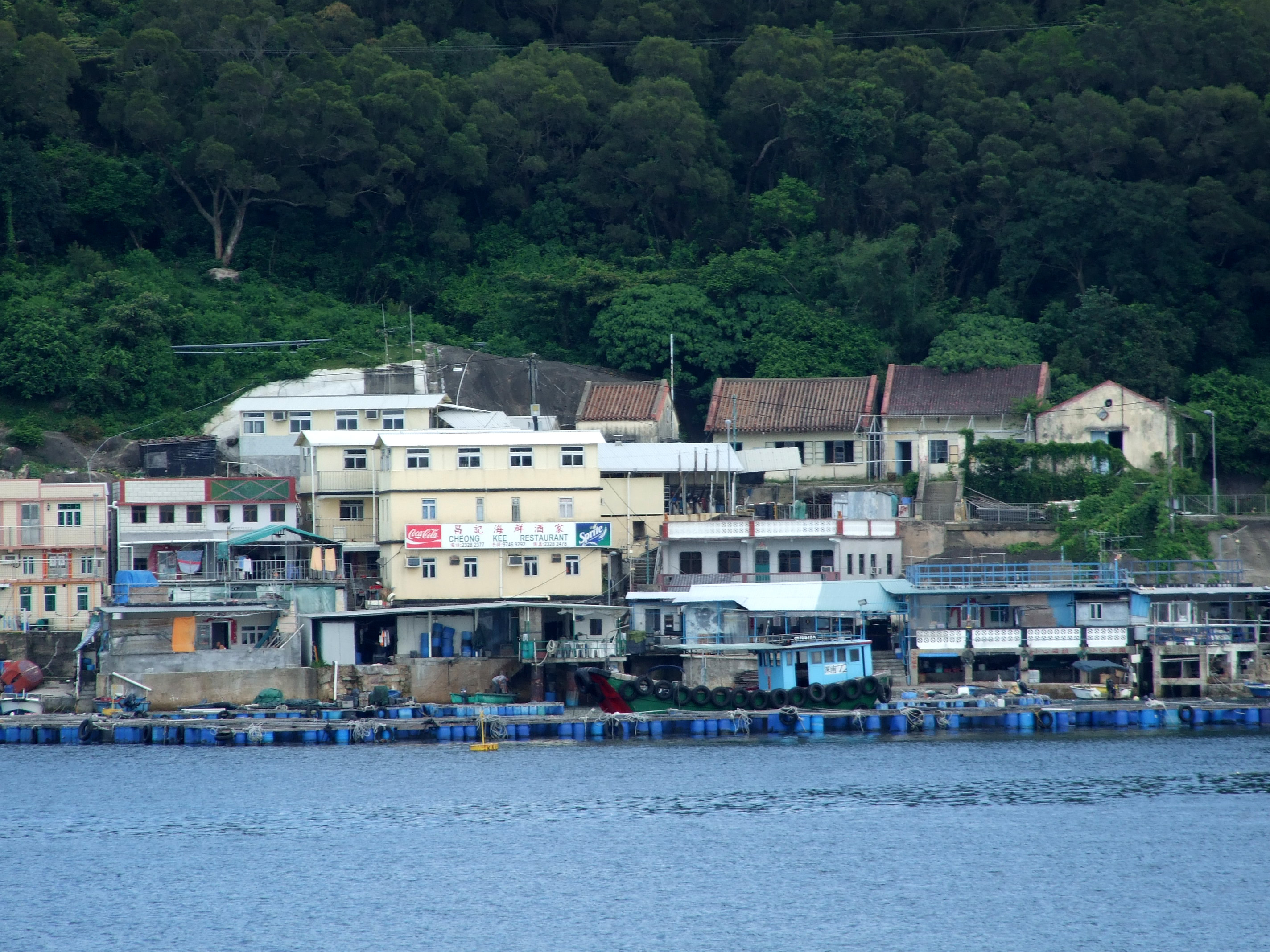
高流灣魚類養殖區
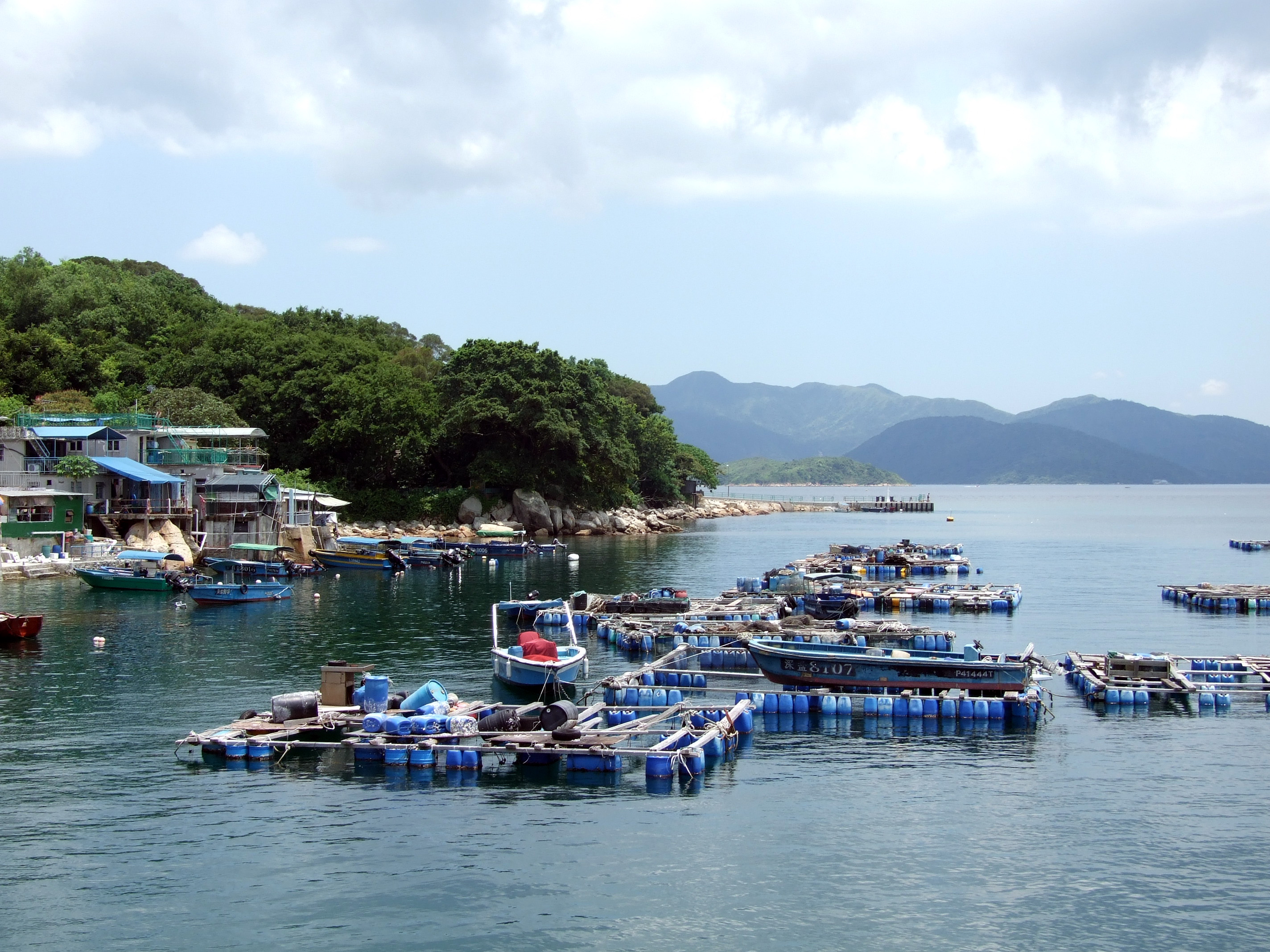
塔門魚類養殖區
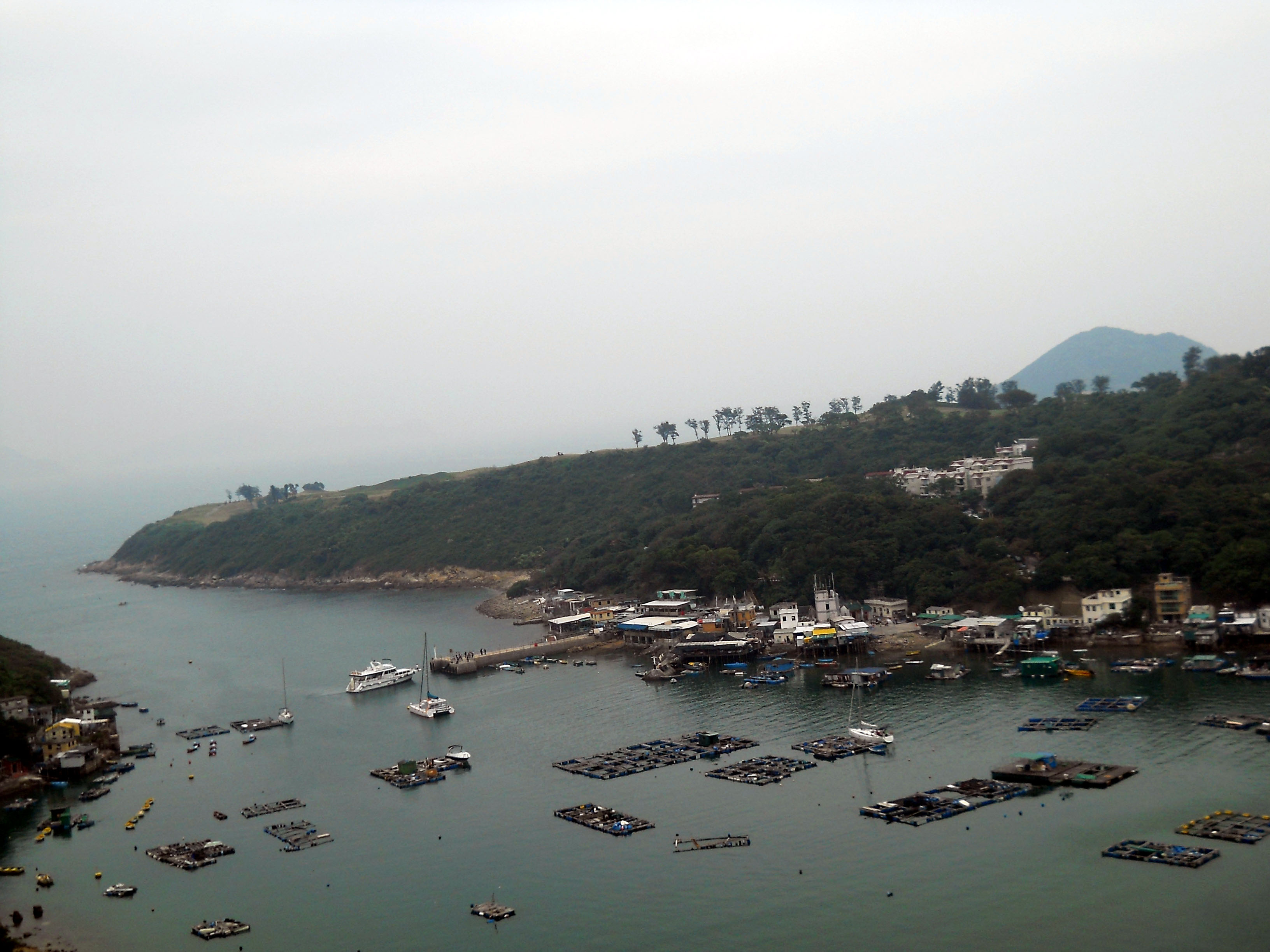
布袋澳是11個設有休閒垂釣魚排的魚類養殖區之一
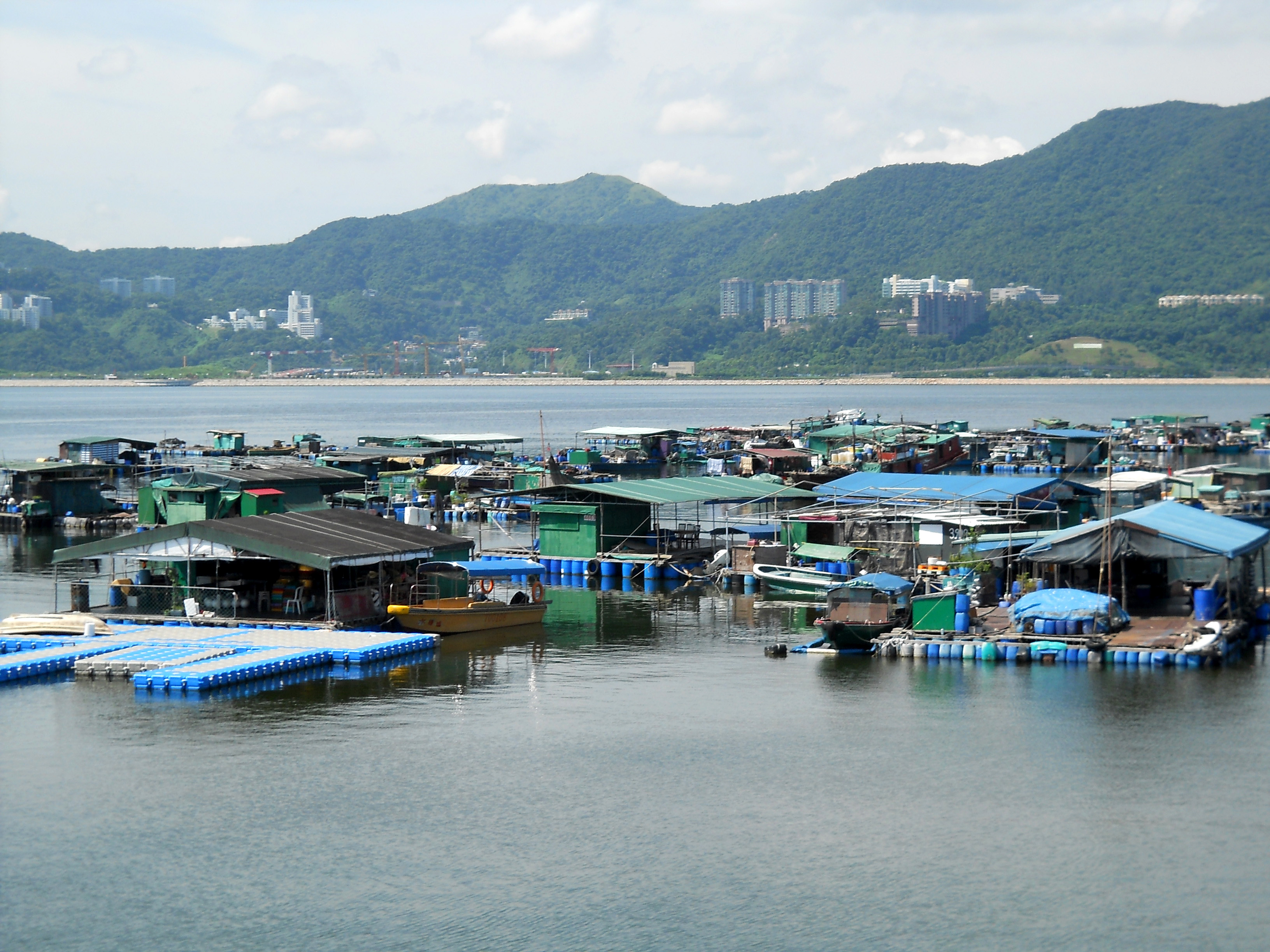
鹽田仔魚類養殖區
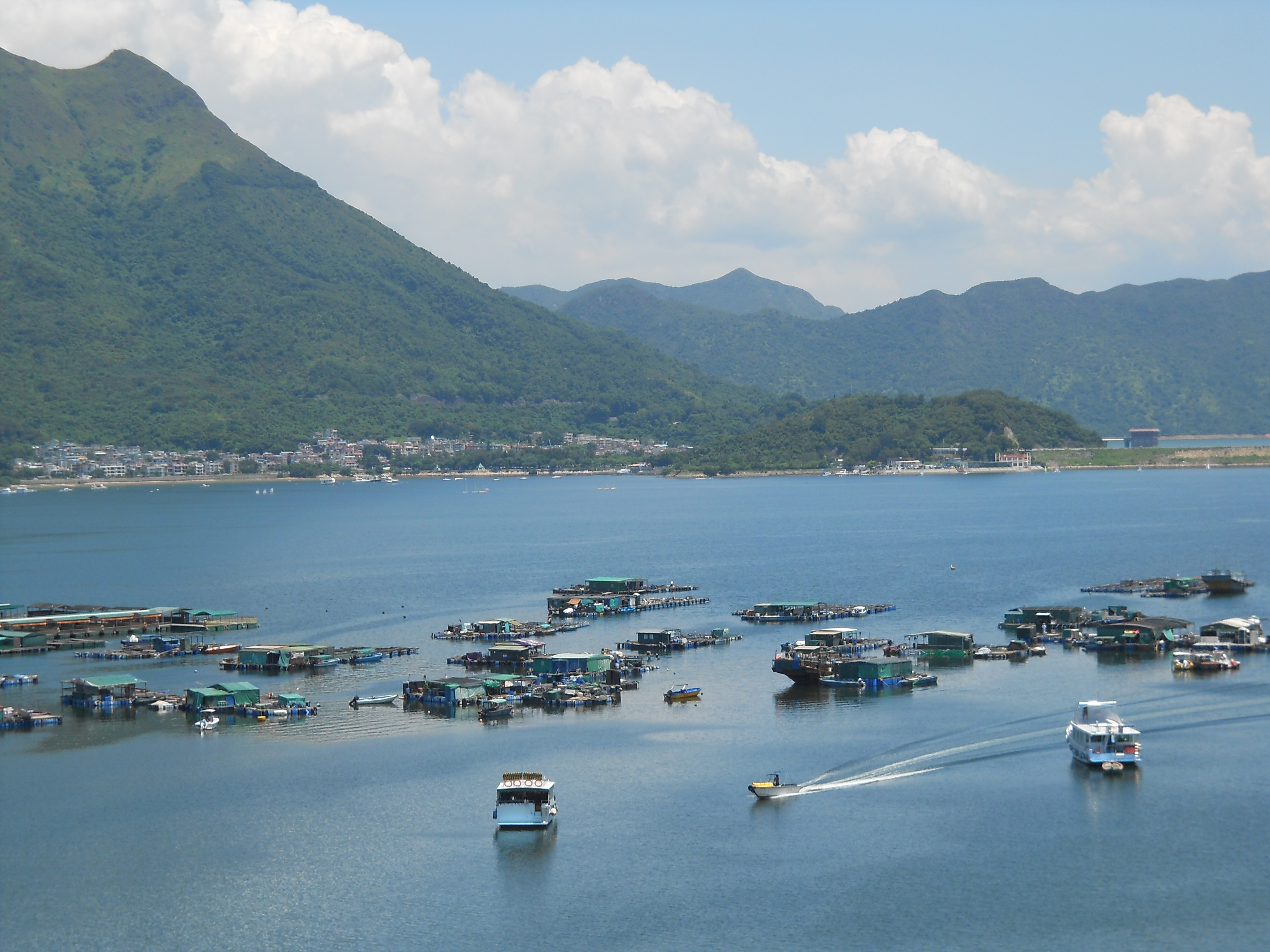
鹽田仔（東部）魚類養殖區
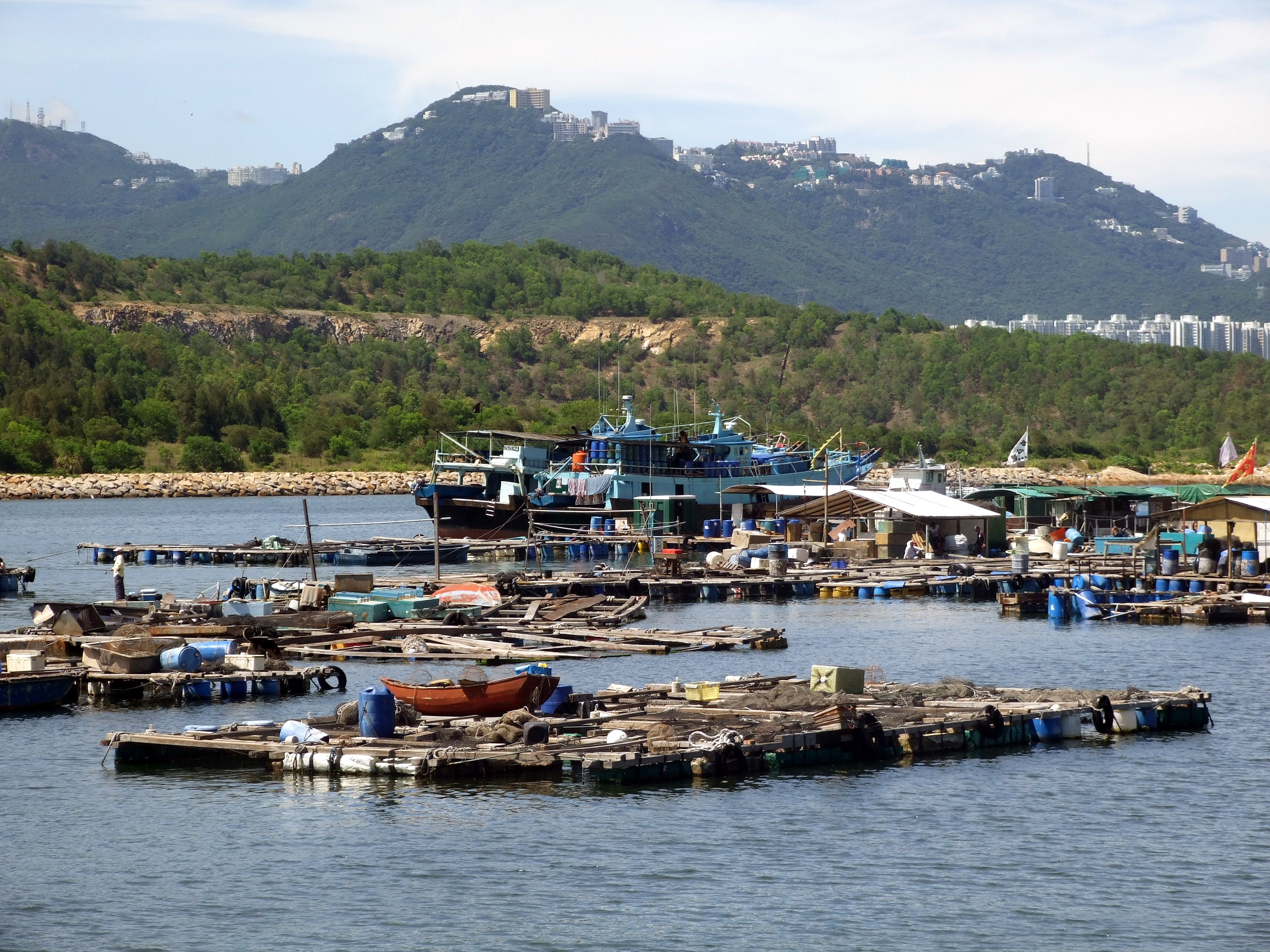
索罟灣魚類養殖區
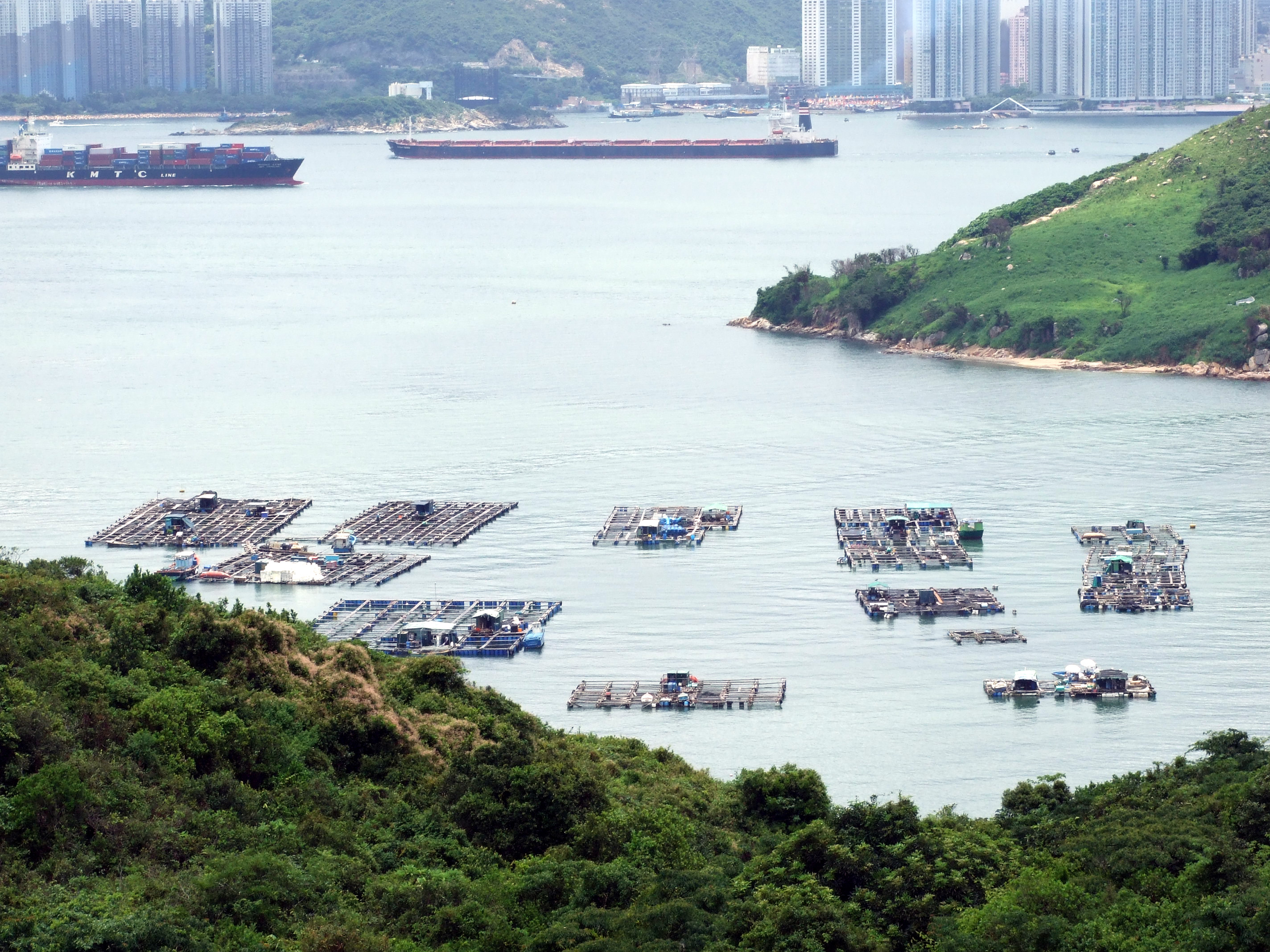
蘆荻灣魚類養殖區置有人工魚礁

### 塘魚養殖業

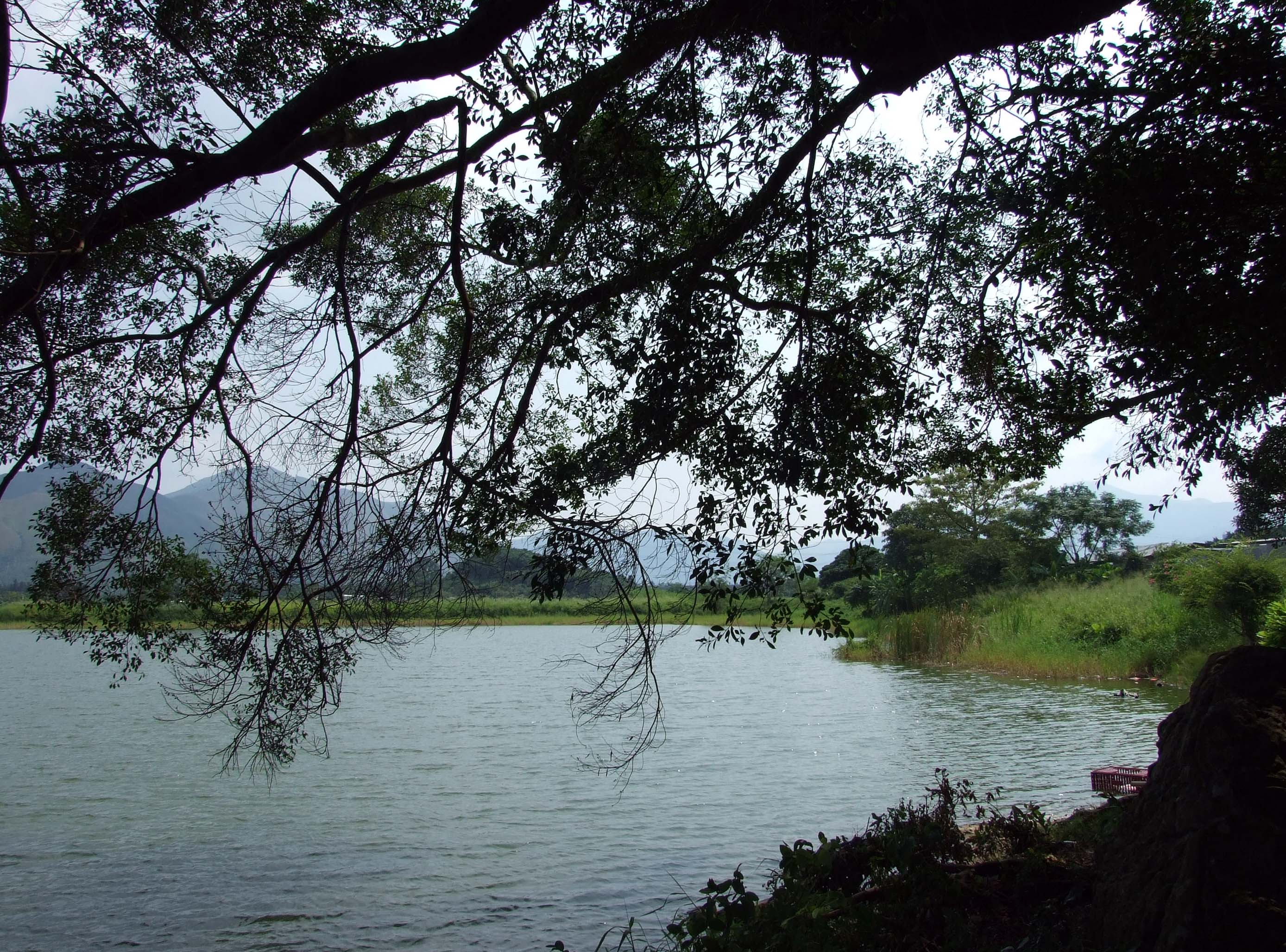
南生圍山貝村的魚塘

香港內陸的魚塘主要位於新界西北部，早在1930年代山貝村附近的鄉民開始建設魚塘，利用天然雨水沖淡在海邊築基壆圍成的「基圍」，用以養殖各重魚類，自深灣岸邊一帶、廈村天水圍、新田落馬洲、十八鄉南生圍等地滿佈大小魚塘。現時塘魚養殖佔地約1,130公頃，2011年的產量達2,315公噸，價值約5,700萬港元。
香港魚塘一般分為淡水魚塘及半鹹淡水魚塘，並成為濕地系統的一部分，但隨著新界地區都市化，魚塘面積逐漸縮減。大部分魚塘採用「混合養殖法」，同時養殖草食性及雜食性的魚種，品種以鯉科魚為主，大頭、鯇魚、鯉魚、鳊魚混合福壽魚或烏頭一併養殖，利用不同魚類的不同棲息習性、水深喜好、進食及生活習性，使不同種類和同種類但不同年齡的魚在同一魚塘內飼養，充分利用魚塘空間，得到最大的經濟效益。亦有部分魚塘是單養肉食性魚類，只養殖生魚、盲鰽或塘虱。2000年代部份魚戶開展陸上魚塘養殖基圍蝦、金鼓魚、鱲魚、龍躉等海水魚。
魚塘是由堤圍圍著來養魚的地方，塘內的水不會流動，需要採用「打氣」機器提供養魚所需的氧氣。養魚戶近年採用多次放養和捕撈的運作方式，於收成時會將魚塘內的水抽出，方便捕撈塘內的漁獲，俗稱「清塘」。待「清塘」後會任由塘泥暴露於陽光下殺菌，稱為「曬塘」。在冬季「曬塘」的魚塘吸引數以百計的水鳥前來，捕食淺水位置遺下沒有經濟價值的雜魚，其中黑臉琵鷺亦是當中的常客。

### 蠔隻養殖業
香港蠔隻養殖迄今至少有200年的歷史，一直以來在香港西北部的后海灣沿岸潮間帶泥灘進行，當地位處鹹淡水交界，承接珠江和深圳河流入的淡水，淺灘連綿13哩。於2011年，養蠔業的淨肉計產量約60公噸，價值為400萬元。香港傳統上養蠔使用海底養殖法，於每年5月或6月間在泥灘上放置石塊、瓦片或柱杆作為附著器收集蠔苗，讓蠔苗生長4至5年才可收成售賣。
香港的養蠔業在明、清兩朝十分發達，而以元朗流浮山為中心的養蠔業，其蠔田（或稱蠔塘）屬廈村鄉鄧氏「友恭堂」的產業。「友恭堂」早於1727年以白銀7,000元向滿清政府購買深灣蠔塘的營業權，立有「紅契」，但當英國租借新界後取消「紅契」，將深灣列入田土登記冊內，再與「友恭堂」訂立為期21年可續租的租約。

## 統銷海魚
所有鮮海魚（不包括活海魚）根據《海魚(統營)條例》必須在魚類統營處轄下的魚類批發市場批發出售，現時共有7個魚類批發市場，分別為於香港仔、筲箕灣、觀塘、長沙灣、青山、大埔和西貢，為漁民及海魚批發商提供服務。

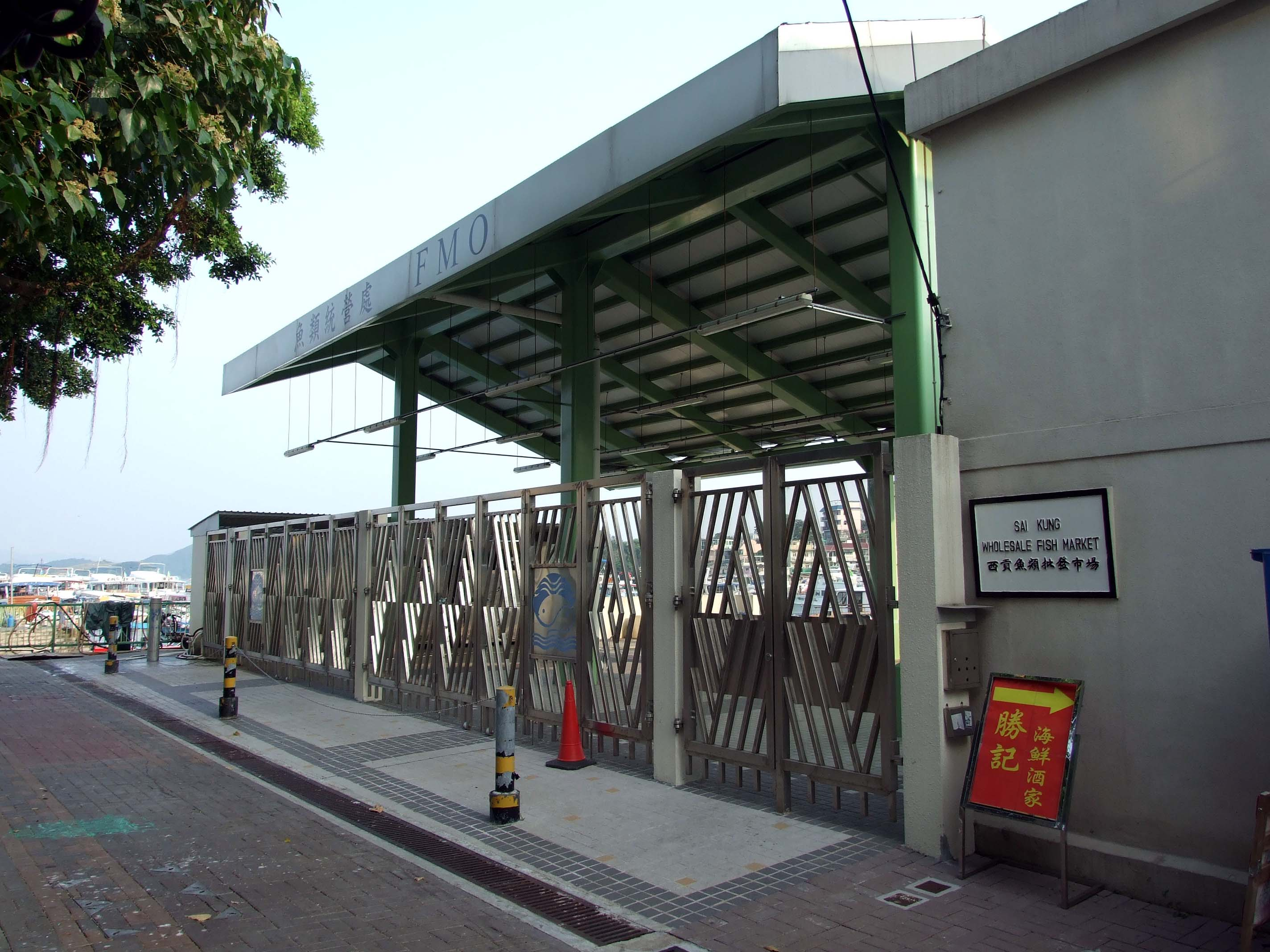
魚統處西貢魚類批發市場
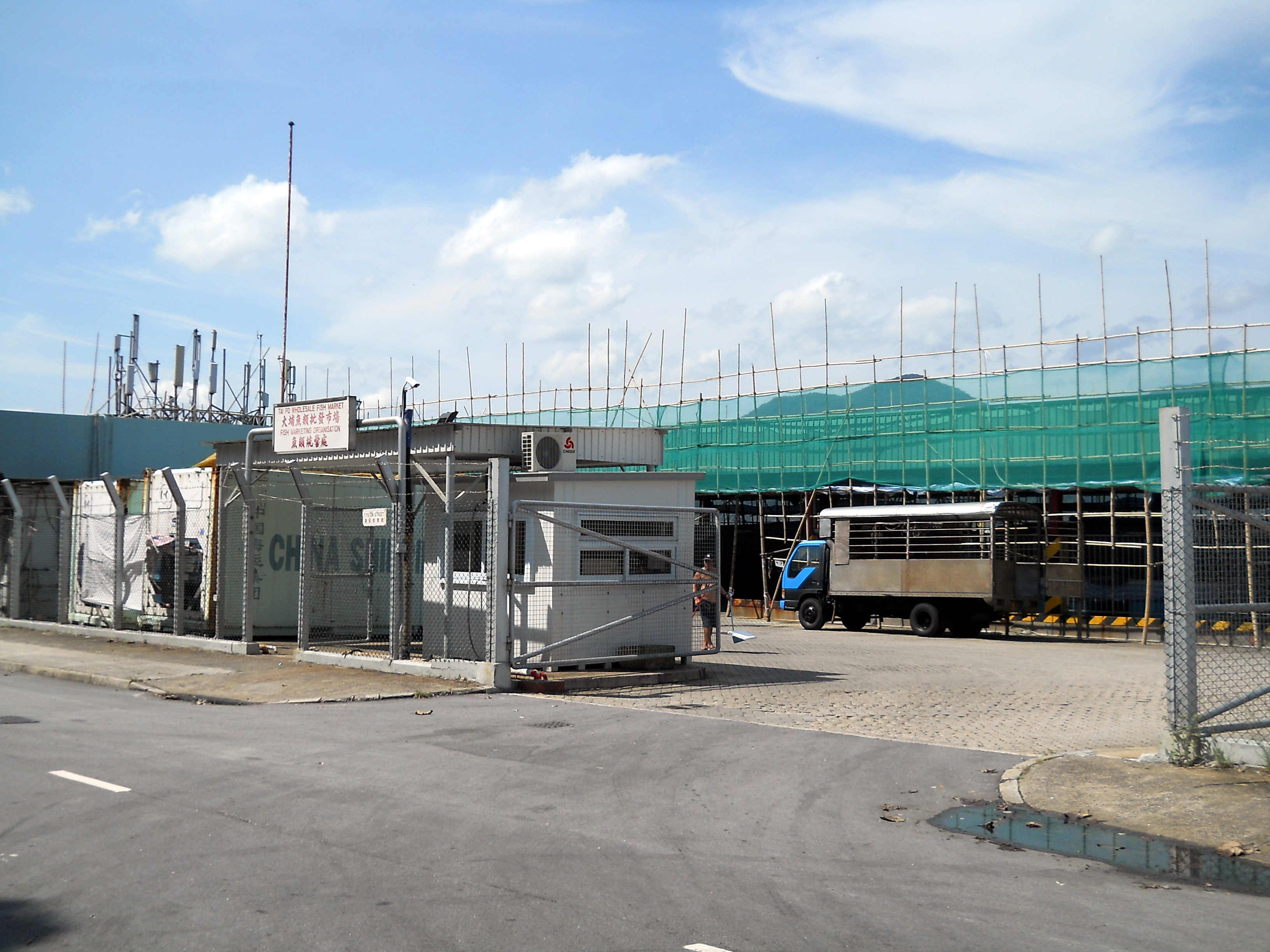
魚統處大埔魚類批發市場

## 發展

### 遠洋漁業
由於香港傳統漁場的資源下降，漁農自然護理署為了解決這個問題，並協助漁民到更遠的水域捕魚，於2001年委託顧問研究香港發展遠洋漁業的可行性。

### 南海休漁期
中國內地有關部門在1999年首次在南海實施休漁期，自2009年開始，由每年5月16日至8月1日，期間除刺網、延繩釣、手釣及籠捕外，禁止使用其他捕魚作業模式，用以保育漁業資源，促進漁業持續發展。

### 人工魚礁計劃
香港的海洋資源近年來受到過度捕撈、近岸和海床生境受發展而被破壞，以及水質污染的影響而日走下坡。香港政府在1995年7月宣佈撥款10,800萬港元推行人工魚礁計劃，投放合共179,130立方米的舊船、混凝土、礦石和輪胎人工魚礁，以增加本土的海洋資源。計劃分兩期實施，第一期投放在現有的海岸公園，而第二期則在海岸公園以外投放人工魚礁。

### 禁止在香港水域拖網捕魚
2012年12月31日生效的禁止拖網捕魚的修訂法例，禁止包括雙拖、單拖、蝦拖及摻繒在香港水域進行拖網捕魚，以保護海洋資源和生態環境，使遭受損害的海牀及海洋資源得以盡快復原。然而這項政策卻被批評為變相取締香港製造蝦醬的行業。

### 發展工程
涉及海床或淺灘列於《環境影響評估條例》附表2的發展工程項目需要進行漁業影響評估，於評估發展工程對漁業的影響後向受影響的漁民發放特惠津貼。

## 註腳
1. ↑  亞洲電視：《香港風華》，青桐社，ISBN 962-451954-4
2. ↑  . 蘋果日報 (香港). 2017-05-24  [2017-05-24]. （原始内容存档于2017-05-28）. （页面存档备份，存于）
3. ↑  .   [2012-10-15]. （原始内容存档于2020-12-06）. （页面存档备份，存于）
4. ↑  《元朗文物古蹟概覽》，第63頁

## 外部連結
- 漁農自然護理署：漁業 （页面存档备份，存于）
- 香港魚網 （页面存档备份，存于）